# Ковш (посуда)
Ковш, ковшик — посуда для приготовления пищи, зачерпывания и переливания жидкостей. В отличие от кастрюли ковш имеет одну длинную рукоять.
Старинные виды ковшей также использовались для питья и подачи напитков на стол.

## Описание
Ковши для питья и подачи напитков использовали на Руси в X—XIX веках. Форма сосуда в виде чаши или ладьи. Характерными особенностями является остриё на одной стороне (образующееся подъёмом краёв сосуда и соединение их под углом) и уплощённая (листовидная) ручка на противоположной стороне ковша. Деревянные ковши украшали росписью и резьбой.
У некоторых ковшей на месте острия может быть дополнительная ручка, что превращает их в скобкарь (скопкарь) — разновидность ковша с двумя ручками (скобами). Ручки скобкаря часто были выполнены в виде хвоста и головы птицы (утки, лебедя), иногда лошади или дракона. В наиболее поздний период использования ковшей и скобкарей (XIX — начало XX веков) название «скобкарь» сохранили лишь на севере России, в центральных же регионах всё это называли одним словом «ковш».
Особой ценностью считали серебряные ковши, декорированные владельческими надписями и узорами. Самые ранние серебряные ковши, найденные во время археологических раскопок, датируют XII—XIII веками, в отечественных музеях представлены ковши XV—XVI веков. В литературе встречаются ковши: «питьи», «водосвятные», «выносные», «хоромные», «жалованные», «ковши-лебеди», «погребные», «винные». «Выносные» ковши обычно большого размера использовали во время торжественных мероприятий. Их украшали гербами, узорами, чеканкой и гравировкой с именем владельца. Наиболее известный ковш такого типа, принадлежавший князю Василию III, хранящийся в Сергиево-Посадском государственном музее-заповеднике.
В большом деревянном ковше (называемом «конюхом») ёмкостью до двух вёдер (около 24 литров) на праздничный стол подавали алкогольные напитки (пиво, медовуху, брагу, квас). Для розлива напитков из большого ковша по чаркам или стаканам использовали налёвки (черпаки), которые вешали крюковидными ручками на края конюха.
- Норвежский скобкарь (кане). XVIII век
- Деревянные ковши: скобкари, ендова. XVII век
- Деревянный окованный корчик — ковшик на ножке для питья водки[2]. XVII век
- Серебряный ковш. Мануфактура В. М. Кункина. Москва. XVIII век
- Ковшик. 1910-е годы.
Почтовая марка 2004 года выпуска
- Ковш царя Бориса Годунова
- Дореволюционный русский нефритовый ковш начала XX века.
- Ковш, подаренный Петром Великим Августу Саксонскому.